# Death Parade
Death Parade (яп. デス・パレード Дэсу Парэ:до, «Парад смерти») — аниме-сериал японского режиссёра Юдзуру Татикавы и студии Madhouse в жанре  психологического триллера   . Сериал основан на короткометражном анимационном фильме Death Billiards (яп. デス・ビリヤード Дэсу Бирия:до, «Смертельный бильярд»), созданном в рамках проекта обучения молодых аниматоров Anime Mirai в 2013 году. Премьера аниме-сериала состоялась в Японии 9 января 2015 года на канале Nippon TV.

## Сюжет
Действия сериала разворачиваются в баре под названием Quindecim, ничем не примечательном на первый взгляд. Посетителями этого бара поневоле становятся люди, которые уже умерли, но ещё не попали ни в рай, ни в ад. Управляющий заведением, а по совместительству и бармен по имени Деким предлагает посетителям сыграть в игру, где ставкой будет их жизнь (что многих поначалу шокирует, но так как они не имеют права отказаться от игры, у них просто нет выбора), и выяснить, кто достоин реинкарнации, а кто отправится в небытие.

## Персонажи
Деким (яп. デキム Дэкиму) — главный персонаж сериала и фильма. Управляющий баром Quindecim (яп. クイーンデキム Куи:ндэкиму) (до Декима баром управляла Квин), расположенным на 15 этаже (название бара связано с его расположением и переводится с латыни как «пятнадцать»). Бармен, а также куратор смертельных игр. Спокоен и хладнокровен, не проявляет эмоций. Гордится своей ролью судьи, не забывая при этом и про почтительное отношение к посетителям как обязанность управляющего баром. Имеет способность управлять нитями. Судя по тому, что они могут поднять человека, а также несколько предметов одновременно, эти нити весьма прочны. В качестве хобби занимается созданием кукол-манекенов. По словам Ноны, готовит первоклассные коктейли. В переводе с латинского его имя означает «десять» (лат. Dècim). В последующих событиях у него проявляются человеческие эмоции, которые изменили его. В конце сериала смог искренне улыбнуться.
Сэйю: Томоаки Маэно
Тиюки (яп. 知幸 ), ранее известная как Женщина с чёрными волосами (яп. 黒髪の女 Куроками-но Онна) — главная героиня сериала и фильма. Деким не смог её осудить, так как она помнила события своей жизни. Нона стёрла ей память и предложила остаться в Quindecim. Теперь она помогает Декиму в проведении игр уже в качестве помощника и встречает новоприбывших посетителей. Умна, не стесняется говорить, что думает. В последних событиях вспоминает свой дом, родственников, друзей. Главным образом — то, как она любила кататься на коньках (была фигуристкой), но однажды сильно повредила ногу и вскоре выяснилось, что она больше не сможет кататься. От невозможности понять себя и окружающих людей после травмы покончила жизнь самоубийством.
Сэйю: Асами Сэто
Нона (яп. ノーナ Но:на) — управляющая баром Nona Ginta (яп. ノーナーギンター Но:на:гинта:), находящимся на 90 этаже того же здания, что и Quindecim. Работает в башне на протяжении около 82 лет. Является начальницей Декима, Гинти и остальных владельцев баров в этом здании. Молодо выглядит, однако умна и очень опытна. Очень сильная — и духовно, и физически. Иногда присутствует на смертельных играх в качестве жюри. Часто играет с Окулюсом в бильярд. Хочет создать судей с эмоциями.
Сэйю: Руми Окубо
Гинти (яп. ギンティ Гинти) — управляющий баром Vi Ginti (яп. ウィーギンティ Уи:гинти), расположенным на 20 этаже. Обладает достаточно грубым характером. Недолюбливает Декима. Не доверяет Женщине с чёрными волосами. Способен контролировать воду, создавая из неё шары. Побаивается Ноны. У Гинти есть хобби коллекционировать кукол кокэси. Также ему постоянно надоедает Маю — единственная из его посетителей, кого он не смог осудить и которая до сих пор слоняется в баре. После того как ему приходится отправить девушку в пустоту из-за её выбора, от него уходит прежде верная кошка.
Сэйю: Ёсимаса Хосоя
Клавис (яп. クラヴィス Куравису) — лифтёр с зелёными волосами. Имеет весёлый нрав, доброжелателен, при этом довольно загадочен. Часто его можно увидеть на пару с Ноной. Любит смеяться над неудачами Гинти. Всегда улыбается. 
Сэйю: Коки Утияма
Квин (яп. クイーン  Куи:н) — работница информационного бюро, которая была владелицей бара Quindecim до Декима. Любительница выпить с Ноной, особенно вина из человеческого мира.
Сэйю: Рёко Сираиси
Окулюс (яп. オクルス Окурусу) — внешне пожилой мужчина, который часто играет с Ноной в бильярд (играл уже 5770 раз) и часто проигрывает. Главный кандидат на должность Бога. Бородка и волосы Окулюса имеют форму лотоса. Если бородка Окулюса, то есть лотос, раскрывается, то он имеет возможность накрывать ею чью-то голову (например, Клависа), тем самым получая доступ к воспоминаниям. Выступает против идеи Ноны создать судью с эмоциями. Носит фиолетовые шорты и синюю полосатую рубашку. Немного самовлюблён.
Сэйю: Тэссё Гэнда

## Аниме

### Фильм
Короткометражный фильм Death Billiards студии Madhouse был создан в рамках проекта обучения молодых аниматоров Anime Mirai 2013. Death Billiards и три других фильма, созданных в рамках Anime Mirai, получили по 38 миллионов иен от Японской ассоциации аниматоров при финансировании японского Агентства по делам культуры. Сценаристом и режиссёром фильма стал Юдзуру Татикава, для которого этот фильм стал первой собственной оригинальной работой. Death Billiards и остальные короткометражки были показаны в 14 кинотеатрах 2 марта 2013 года.
| Смертельный бильярд / Death Billiards «Дэсу Бирия:до» (デス・ビリヤード) | 2 марта 2013 |
| В бар Quindecim попадают старик и молодой человек, которые не помнят, как здесь очутились. Загадочный бармен Деким и его помощница, девушка с чёрными волосами, предлагают посетителям сыграть в игру, где ставкой окажется их жизнь. Пока не будет сыграна партия, они не могут покинуть бар. Рулетка выбрала игру бильярд. Во время игры герои начинают вспоминать обстоятельства своей жизни и... смерти. Бильярд открывает потаённые секреты души каждого игрока, когда оказывается, что каждый забитый соперником шар причиняет противнику невозможную боль. |              |

### Сериал
12-серийный аниме-сериал Death Parade создан на студии Madhouse на основе сюжета короткометражного фильма. Режиссёром и сценаристом сериала также является Юдзуру Татикава. Трансляция сериала началась 9 января 2015 года на канале Nippon TV.
Опенингом является композиция Flyers в исполнении Bradio. Эндингом — Last Theater в исполнении NoisyCell.
| 1 | Семь смертельных дротиков «Дэсу Сэбун Да:цу» (デス・セブンダーツ)               | 9 января 2015   |
| В бар прибывают молодожёны, которые погибли во время свадебного путешествия. Бармен Деким заставляет их играть в дартс. Каждый сектор на доске для дартса связан с каким-то органом человека, то есть в какой сектор попадёт дротик, тот орган и будет повреждён. Оказывается, что жених с невестой не всегда были честны друг с другом. Во время смертельной игры обнажается их тёмная сторона. |                                                                                 |                 |
| 2 | Смертельный реверс «Дэсу Риба:су» (デス・リバース)                              | 16 января 2015  |
| В бар к Декиму Нона приводит девушку, которая не помнит, кто она такая. Она наблюдает за судом над молодожёнами, а потом делает неожиданное открытие: приговор был вынесен неверно. Нона оставляет Девушку с чёрными волосами работать в баре. |                                                                                 |                 |
| 3 | Катящаяся баллада «Ро:рингу Бара:до» (ローリング・バラード)                     | 23 января 2015  |
| В бар попадают двое, погибшие при аварии в автобусе. Сигэру Миура и Тисато Миядзаки в детстве были очень дружны, и Миядзаки влюбилась в Миуру, но парень не обращал на неё внимания и воспринимал как друга. Девушка сделала пластическую операцию, чтобы заново познакомиться с парнем. Им выпадает игра — боулинг, где вместо простых шаров — шары с сердцами самих игроков. После игры и перед оглашением вердикта они отправляются на свидание. |                                                                                 |                 |
| 4 | Смертельная аркада «Дэсу А:кэ:до» (デス・アーケード)                            | 30 января 2015  |
| В бар прибывают Ёсукэ Татэиси и многодетная мать-телеведущая Мисаки Татибана. Им выпадает игра в автоматы. Во время игры Деким провоцирует их на агрессию, чтобы раскрыть тёмные стороны их души. Ёсукэ покончил с собой, выбросившись из окна собственной квартиры. До этого он жил в приёмной семье. Мисаки же умерла после непродолжительной драки со своим администратором. Оба героя раскаиваются в том, что делали при жизни. |                                                                                 |                 |
| 5 | Смертельный марш «Дэсу Ма:ти» (デス・マーチ)                                    | 6 февраля 2015  |
| Девушка с чёрными волосами постепенно начинает привыкать к своему новому положению. Ей постоянно снится странный сон, похожий на сюжет детской книжки. Тем временем в бар Quindecim присылают неожиданных посетителей, а также ожидается скорая проверка. |                                                                                 |                 |
| 6 | Перекрёстный сердечный приступ «Куросу Ха:то Атакку» (クロス・ハート・アタック) | 13 февраля 2015 |
| В бар Vi Ginti к бармену Гинти присылают странных посетителей: поп-певца и танцора Хараду и его фанатку Маю Ариту. Маю умерла, поскользнувшись на куске мыла в ванной. Харада же, известный ловелас, умер во время взрыва, устроенного девушкой, сестра которой покончила с собой после разрыва с музыкантом. Рулетка выбрала игру — твистер. Перед игроками стоит вопрос: один должен скинуть другого в пропасть. Маю жертвует собой ради спасения Харады, но тот не намерен её отпускать просто так. Маю, узнав, что она умерла, закатывает истерику, вынуждая Гинти временно отложить судейство. В конце серии Харада устраивает концерт специально для Ариты, на котором присутствуют Девушка с чёрными волосами, Деким, сама девушка, Гинти и лифтёр Клавис. |                                                                                 |                 |
| 7 | Отравление алкоголем «Аруко:ру Пойдзун» (アルコール・ポイズン)                  | 20 февраля 2015 |
| Гинти не знает, что сделать с Маю. Деким вспоминает свой первый день в Quindecim, когда всем в баре управляла ещё Квин, ныне работающая в отделе воспоминаний. Деким рассказывает, почему он увлекается именно созданием и ремонтом манекенов. |                                                                                 |                 |
| 8 | Смертельное ралли «Дэсу Рари:» (デス・ラリー)                                   | 27 февраля 2015 |
| В бар попадают двое мужчин, один из которых совершил убийство. Это детектив полиции Тацуми и парень, воспитывавший сестру после смерти родителей, Симада. Они играют в аэрохоккей, где на шайбе нарисованы органы противника. При попадании в цель игрок чувствует боль. Девушка с чёрными волосами просит Декима прислать воспоминания умерших и ей. Оказывается, что они оба — убийцы. |                                                                                 |                 |
| 9 | Смертельный счётчик «Дэсу Каунта:» (デス・カウンター)                           | 6 марта 2015    |
| Оказалось, что Тацуми был свидетелем изнасилования сестры Симады, но ничего не сделал, чтобы иметь неопровержимые доказательства. И детектив, и парень пришли к насильнику, чтобы убить его, но Симада был первым — именно он потом и зарезал Тацуми. После игры Симада пытается убить детектива, но Девушка с чёрными волосами отговаривает его. Деким же, впервые за несколько лет, чувствует эмоции. |                                                                                 |                 |
| 10 | Рассказчик «Суто:ри: Тэра:» (ストーリー・テラー)                                | 13 марта 2015   |
| Деким приходит к Ноне и говорит, что судить о человеке при помощи игры — неправильно, потому что игра не раскрывает тёмные стороны души, а создаёт их. Нона просит Квин отыскать воспоминания Девушки с чёрными волосами. Сама же Девушка догадывается, что она была человеком. Время, отведённое на вынесение ей приговора, уходит: душа скоро покинет тело, поэтому через кожу девушки начинает проступать плоть манекена, в которые временно переселяется душа человека. Девушке предстоит играть в карты с Декимом и художником-иллюстратором Сатико Уэмурой (женой старика, попавшего на судейство в Death Billiards). Девушка вспоминает своё имя — Тиюки — и опять остаётся с Декимом, который просит её рассказать про свою жизнь.                        |                                                                                 |                 |
| 11 | Помни о смерти «Мэмэнто Мори» (メメント・モリ)                                  | 20 марта 2015   |
| Тиюки рассказывает историю своей жизни. Она была профессиональной фигуристкой, но после травмы колена врачи сказали, что она больше никогда не сможет выйти на лёд. Не найдя выхода из сложившейся ситуации, девушка перерезала себе вены. Деким и Тиюки пьют коктейль «Помни о смерти», после чего девушка теряет сознание. Деким относит её на первый этаж. Тем временем Гинти отправляет Маю и Хараду в небытие. |                                                                                 |                 |
| 12 | Суицидальный тур «Су:сайдо Цуа:» (スーサイド・ツアー)                           | 27 марта 2015   |
| Деким возвращает Тиюки в её дом и предлагает сделку: она может воскреснуть, никто не будет помнить о том, что она погибала, но вместе неё должен умереть кто-то другой. Как оказалось, это — проверка, то есть суд над Тиюки. Деким начинает чувствовать эмоции. Тиюки отправляется на перерождение. Тем временем Окулюс выступает против того, чтобы создавать судей с человеческими эмоциями. |                                                                                 |                 |

## Критика
Вскоре после премьеры сериала критики ANN в целом положительно встретили продолжение короткометражного фильма. Была отмечена оригинальная «завораживающая» стилистика и реалистичные персонажи. Также согласно мнению критиков, целевая аудитория сериала является достаточно возрастной, так как рассказывает о жестоких судьбах людей и показывает их отрицательную сторону. Сюжет сравнивается с пьесой Жан-Поля Сартра «За закрытыми дверями». Несмотря на положительные рецензии, критики выразили опасение того, что оригинальная идея фильма, использующаяся в 12-серийном сериале, может надоесть зрителю, привыкшему к стремительному развитию сюжета.